# 합법적 마르크스주의
합법 마르크스주의는 1884년부터 1901년 사이에 사회주의자 모임에서 활동적이었던 이론가들의 마르크스주의 이론에 대한 특정한 해석에 기반한 러시아의 마르크스주의 운동이었다. 이 운동의 주요한 이론가로는 표트르 스트루베(Pyotr Struve), 니콜라이 베르댜예프, 세르게이 불가코프(Sergei Bulgakov) 등이 있다. 합법 마르크스주의란 명칭은 이 운동의 지지들이 합법적인 출판으로 통하여 그들의 사상을 홍보하였기 때문이다. 
사회주의로의 이행에서 소작농의 역할을 강조한 인민주의자로 알려진 러시아 사회주의자의 초기 세대와는 달리, 합법 마르크스주의자는 마르크스의 경제 이론을 이용하여 러시아 제국의 자본주의 발전은 필연적인 동시에 유익했다고 주장하였다. 스트루베가 말했듯이, 그들은 러시아에서 자본주의에 정당성을 부여하였다. 

## 참고 문헌
- Vincent Barnett, 'Tugan-Baranovsky as a Pioneer of Trade Cycle Analysis', Journal of the History of Economic Thought, December 2001.
- Neil Harding. "Legal Marxism" in The Dictionary of Marxist Thought, ed. Tom Bottomore, London, Blackwell Publishing Ltd, 1983, 2nd revised edition 1991, ISBN 0-631-18082-6 pp. 307–308.
- Richard Kindersley. The First Russian Revisionists: A Study of Legal Marxism in Russia, Oxford University Press, 1962, 260p.
- Richard Pipes. Struve: Liberal on the Left, 1870-1905, Harvard University Press, 1970, xiii, 415p. ISBN 0-674-84595-1
- Arthur P. Mendel. Dilemmas of Progress in Tsarist Russia: Legal Marxism and Legal Populism, Harvard University Press, 1961, 310p.
- Andrzej Walicki. The Controversy over Capitalism: Studies in the Social Philosophy of Russian Populists, Oxford University Press, 1969, 206p. Paperback reprint: University of Notre Dame Press, 1989, ISBN 0-268-00770-5, 197p.